# Pokémon: Magikarp Jump

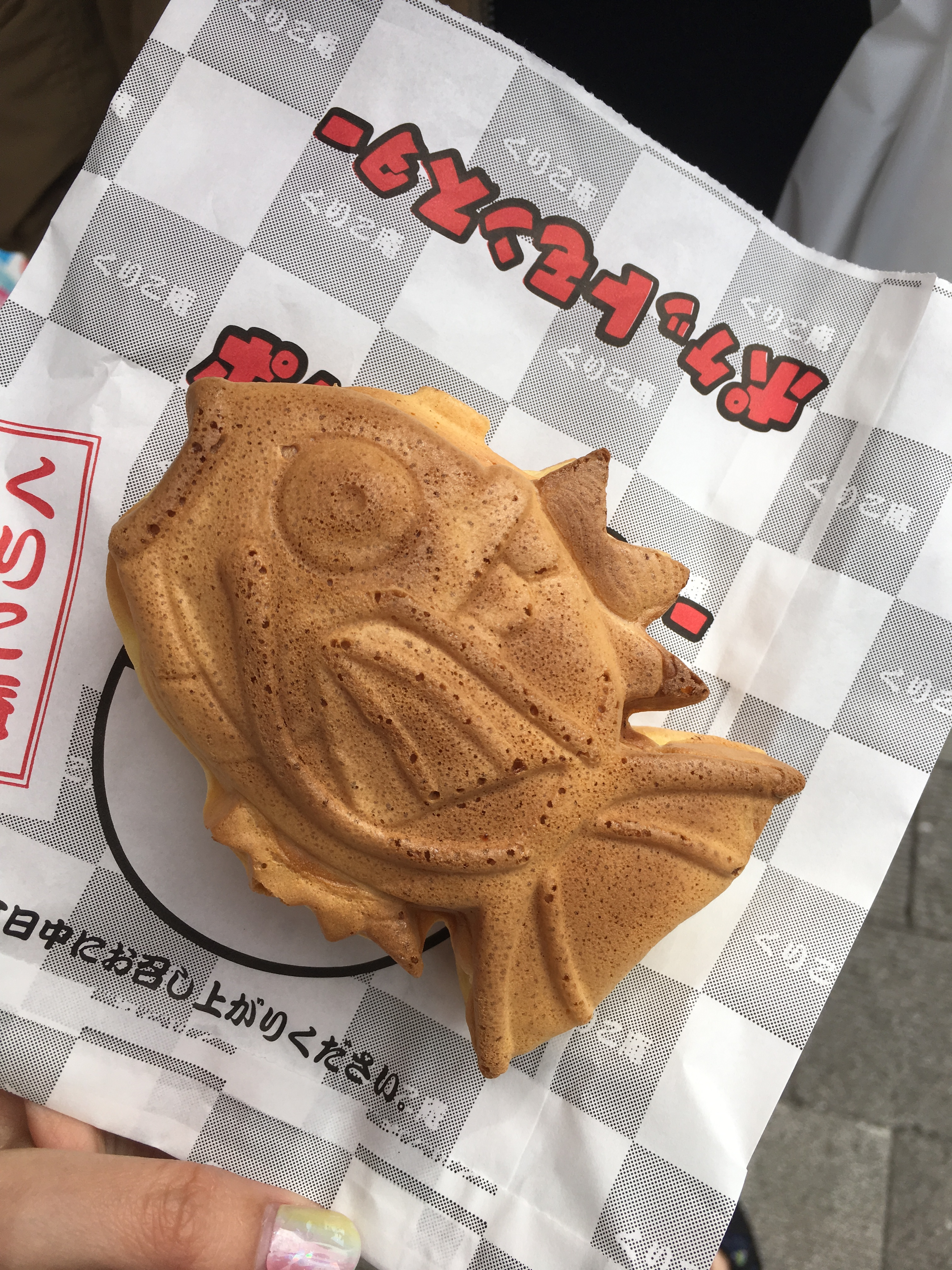
Pokemon Magikarp Taiyaki Pancake from Kurikoan, Akihabara shop, Sotokanda 1-15-1 (コイキング焼き, 秋葉原 くりこ庵, 外神田1-15-1) (2017-04-06 13.23.04 by Tokyo Girl)

Pokémon: Magikarp Jump, conocido en Japón como Hanero! Koiking (はねろ！コイキング Hanero! Koikingu?, lit. Salpica! Magikarp), es un videojuego libre publicado por The Pokémon Company. Fue lanzado en mayo de 2017 para las plataformas IOS y Android.
Los jugadores entrenan a Magikarp para la competencia en concursos de salto. En este juego el jugador puede hacer crecer a su magikarp para aumentar su experiencia y la del propio jugador para así poder enfrentar nuevos desafíos. En total hay siete ligas diferentes con variadas recompensas (Pokéballs, great balls y ultraballs).

## Jugabilidad
En este juego el entrenador puede elevar el nivel de su magikarp para tener la mayor cantidad de puntos de salto para ganar en ligas especiales. Cuanto mayor sea la potencia de salto (JP) del magikarp podrá dar un mayor salto y ganar la batalla.
En primer lugar,los entrenadores tienen que capturar un Magikarp de un estanque usando una de las cañas de pescar disponibles;las que disponen de una mayor calidad están disponibles una vez que el jugador complete y gane su primera liga. Los Magikarps atrapados son criados en el estanque del entrenador. Dicho estanque puede estar equipado con decoraciones para ayudar a su crecimiento. También se pueden recibir recompensas como JP (o potencia de salto), monedas, alimentos y diamantes.
El salto de potencia puede aumentar de dos maneras:
Por el consumo de alimentos (bayas) o en una carrera a través de una sesión de entrenamiento.
La comida se genera nuevamente con el tiempo dentro del estanque.Al igual que con el alimento, los puntos de entrenamiento también son regenerados cada cierto tiempo; cada sesión de entrenamiento cuesta 1TP (Training Points, que en la lengua inglesa significa puntos de entrenamiento). La comida y el entrenamiento pueden elevar la capacidad salto de Magikarp. Mientras que el aumento de la Magikarp, hay eventos aleatorios que se activan que pueden aumentar o disminuir adjudicado JP, dar ocasiones especiales, o puede resultar la pérdida de un Magikarp. Después de elevar el Magikarp a su nivel más alto (que se correlaciona con el rango del jugador), el Magikarp se enfrentará a otros entrenadores en las Batallas de la Liga. Si el Magikarp pierde la batalla de la liga cuando está en su nivel máximo, el Magikarp es retirado y los entrenadores deben coger otro Magikarp y reiniciar la liga actual en la que estaban, teniendo que rebattle los mismos entrenadores ya derrotados, pero con el conocimiento de su JP del oponente y la capacidad de saltar las escenas de batalla de los entrenadores que ya han derrotado.